# Klippa ut, kopiera, klistra in
Klippa ut, kopiera, klistra in (på engelska: cut and paste eller copy and paste) är en funktion hos datorer som gör att användaren kan klippa ut eller kopiera till exempel ett textstycke eller en bild från en källa och sedan klistra in det till ett mål. Funktionaliteten togs fram av Larry Tesler när han arbetade med grafiskt användargränssnitt på forskningsinstitutet Xerox PARC.
Detta nås oftast från "Redigera"-menyn (på engelska "Edit") eller via menyn som aktiveras av den högra musknappen. Därtill kan kortkommandon användas för att komma åt funktionerna. Texten (eller de andra objekten) måste först markeras, vanligen genom att musmarkören dras över den med vänstra musknappen nedtryckt.

## X Window System
I X Window System ("X"), till exempel i Unix eller Linux, är det traditionella sättet att kopiera objekt (ofta text) att markera objekten med pekdonet (t.ex. musen) och därefter – utan att explicit spara det som skall kopieras – klicka med mellersta musknappen där man vill lägga in det markerade. Med denna metod används tangentbordet eller menyer inte alls.
I vissa program (t.ex. xterm) kan man markera text också genom att dubbel- eller multipelklicka på orden eller använda också höger musknapp, beroende på hur lång fras man vill ha med.
Många program för X känner också till metoden med menyer eller kortkommandon à la Windows. Text sparad eller struken med Ctrl+X eller Ctrl+C klistras in med en annan mekanism än text som endast markerats.

## Kortkommandon
I de flesta grafiska användargränssnitt nås funktionerna genom att använda systemets tangent för kortkommandon (⌘ på Macintosh, ctrl på Windows och de flesta andra system) tillsammans med tre tangenter som ligger grupperade i nedre vänstra delen av tangentbordet. Inför utklipp och kopiering markerar användaren texten i fråga med datamusen, och vidare följande:
- Ctrl+X, ⌘+X – klippa ut
- Ctrl+C, ⌘+C – kopiera
- Ctrl+V, ⌘+V – klistra in

## Format
När användaren klipper ut eller kopierar lagras data, och kan lagras på en eller flera format samtidigt (beroende på programmet). I vissa program, till exempel Microsoft Office, finns det ett menyval "klistra in special" med manuellt val vilket de för ögonblicket befintliga formaten som önskas. Exempel på format:
- ren text (oformaterad text)
- formaterad text
- HTML-formaterad text
- bild

I X sparas de markerade objekten inte. Programmet i vilket objekt markeras lägger dessa på minnet med sina egna mekanismer och berättar för X-servern att det kontrollerar en markering ("primary selection" eller i vissa fall "clipboard"). Om ett annat program ber om objektet förhandlar programmen om vilket format som skall användas, varefter det första programmet tillhandahåller objektet i avtalat format. På grund av denna mekanism belastas inte servern av markeringar som aldrig används, men det markerade objektet kan nås bara så länge programmet ännu kör.